# 特急「白鳥」十四時間
『特急「白鳥」十四時間』（とっきゅう「はくちょう」じゅうよじかん）は、西村京太郎の長編推理小説。1984年に角川書店から刊行された。
本作を原作とするテレビドラマ1作品が制作されている。

## ストーリー
大阪に出張中の亀井刑事が暴漢に襲撃された。逮捕したチンピラを詰問すると、なんと亀井の首に1千万円もの賞金が掛けられていることが判明する。「賞金首・亀井」のポスターは東京のアンダーグラウンドにばらまかれており、チンピラの間では有名になっているらしい。誰かが亀井を狙っていることは明白であり、警察に挑戦するがごとく亀井の家や警視庁に件のポスターが送りつけられてきた。
事態を重く見た十津川警部は、総力を挙げて犯人を捕らえるよう部下に厳命する。必死の捜査の結果、暴力団の顧問をしている幸田圭吾という男の存在が浮かび上がったが、捜査はそこで行き詰ってしまった。
第2の手段として、十津川は部下・若林刑事をチンピラに仕立ててアンダーグラウンドへ送り込み、「亀井を暗殺してやる」と吹聴させることで情報を集めようと画策する。一方、大阪にいた亀井は自らをおとりにし、犯人を逮捕しようと考えていた。記者会見で亀井の近状を意図的に流し、犯人をおびき出そうとする捜査本部。亀井は、故郷にいる叔母を見舞うという名目で、大阪から青森へ向かう特急「白鳥」へ乗ろうとしていた。
やがて、捜査線上に共同経営者を殺害し、亀井に逮捕されたことのある元バーの経営者後藤正也と、手製の銃器を使って女性を無差別に襲撃し、後藤と同様亀井に逮捕されていた原勝一という男が浮かび上がる。2人は、収監中ずっと亀井に復讐することを誓っていたらしい。
2人の身辺をあたっていた十津川たちは、井戸口という宝石店の小切手で契約金が支払われ、2人が亀井を抹殺すべく「白鳥」に乗ったことを突き止める。慌てて井戸口宝石店を調べると、社長の息子がギャンブルのカタとして自社の小切手を幸田に流していたことが判明した。これで幸田が事件に関係していることが判明するが、彼から黒幕を聞き出すことは不可能である。
一方、「白鳥」の車内では、十津川と若林刑事の連絡係を務めていた片山婦警が殺害され、後藤が亀井を襲撃するという事件が発生していた。一体、誰が何のために亀井を狙っているのだろうか? そして、二転三転する事件の結末は!?

## 登場人物

### 警視庁捜査一課
- 十津川省三
- 亀井定雄
- 若林刑事
- 西本明
- 日下淳一
- 清水新一
- 小林刑事
- 片山婦警

### 事件関係者
- 幸田圭吾 - 暴力団「S組」のブレーン。面白半分で捜査に協力するが、実は彼自身が亀井暗殺の指揮を執っていた。
- 田所ゆき - 新宿にある、クラブ「ゆき」のオーナー。若林刑事をチンピラと信じ込んで情報を流す。
- 井戸口一也 - 「井戸口宝石店」の新宿支店長。幸田に小切手を脅し取られる。
- 久原夏子 - 事件の裏で暗躍する謎の女。

### 亀井を狙う者たち
- 石崎二朗 - 21歳。チンピラ崩れ。大阪で亀井を襲撃し、あべこべに捕縛されたバカ。
- 後藤正也 - 40歳。元・クラブ「セイント」の経営者。レイプ癖のある男で、7年前に共同経営者を殺害して亀井に逮捕された。
- 原勝一 - 42歳。自称詩人で、世田谷にある豪邸で一人暮らしをしていた。銃器マニアで、手製銃で無差別銃撃事件を起こして逮捕された。

## テレビドラマ

### 1985年版
『西村京太郎トラベルミステリー 特急“白鳥”十四時間・大阪－新潟－青森　日本一長い電車特急で連続殺人! 津軽海峡の女』は、テレビ朝日系列の2時間ドラマ『土曜ワイド劇場』（土曜日21:02 - 23:21、JST）で1985年10月12日に放送された。
主演は愛川欽也、三橋達也。
- 亀井定夫 - 愛川欽也
- 久原夏子 - 中野良子
- 五十嵐明 - 平幹二朗
- 磯見啓介 - 北詰友樹
- 磯見茂樹 - 江原正士
- 後藤正也 - 宮口二郎
- 原勝一 - 立川三貴
- 田所ゆき - 加茂さくら
- 片山由美 - 丸山秀美
- 西本明 - 森本レオ
- 清水新一 - 井川晃一
- 北條早苗 - 山村紅葉
- 本多時孝 - 鈴木瑞穂
- 十津川省三 - 三橋達也